# Laringomalacia
La laringomalacia è un difetto del neonato causato una scarsa rigidità del tessuto della laringe. Si tratta di un fenomeno frequente e in genere benigno, che evolve spontaneamente nel giro di alcuni mesi.

## Eziologia
È causata da un ritardo evolutivo delle cartilagini laringee, che presentano un elevato numero di fibre elastiche ed una particolare lassità dei legamenti e del connettivo.

## Clinica
La lassità della struttura comporta che, durante l'inspirazione, quando nelle vie aeree si genera una pressione negativa, il vestibolo laringeo viene risucchiato nell'endolaringe. Al contrario l'espirazione, con una pressione endoluminale positiva, avviene normalmente.
Si caratterizza per un rumore respiratorio anomalo, a tonalità acuta e penetrante, che si accentua con il pianto e con l'agitazione. Clinicamente si parla di stridore laringeo.
Il quadro clinico insorge entro le prime due settimane di vita;  può aumentare di intensità fino ai sei mesi per poi scomparire spontaneamente, di solito prima del secondo anno di vita.

## Terapia
Trattandosi di patologia benigna, vale il principio dell'attesa vigile (wait and see) poiché il quadro tende a normalizzarsi spontaneamente con la maturazione dei tessuti. Solo nei casi in cui il disturbo sia complicato da un grave quadro di ostruzione delle vie aeree con cianosi e potenziale asfissia, si può rendere necessaria la correzione chirurgica della laringe, realizzabile per via endoscopica, cioè mediante un tubo introdotto per bocca.